# Johannes Aavik
Johannes Aavik (Randvere, Laimjala vald, Estonia, 8 de diciembre de 1880-Estocolmo, Suecia, 18 de marzo de 1973) fue un filólogo estonio y Fennómano que jugó un papel importante en la modernización y el desarrollo de la lengua estonia.

## Educación y carrera
Aavik estudió historia en la Universidad de Tartu y en la Universidad de Nezin en 1905. Fue miembro del movimiento Noor-Eesti (Estonia Joven) y obtuvo un doctorado en lenguas romances en la Universidad de Helsinki en 1910. Aarvik enseñó estonio y francés en la Universidad de Tartu entre 1926 y 1933. En 1934 fue nombrado por el Ministerio estonio de Educación como asesor e inspector de escuelas. Huyó de la ocupación soviética en 1944 y vivió en Estocolmo hasta su muerte.

## Desarrollo del idioma estonio
Johannes Aavik encontró que el estonio, que había sido durante siglos la lengua de los campesinos, necesitaba cierta innovación, ya que su ámbito de uso se ampliaba rápidamente con el surgimiento de una nación moderna. Había una necesidad de estandarización de la gramática y ortografía, así como de crear nueva terminología técnica. En 1912 empezó a escribir artículos para revistas literarias, haciendo propuestas de cómo desarrollar el idioma estonio. Muchas de sus sugerencias fueron rápidamente aceptadas y se han convertido en parte del vocabulario del idioma estonio estándar. A partir de 1914 comenzó a crear artificialmente palabras simples para sustituir palabras compuestas. Por ejemplo, propuso relv ("arma") en lugar de sõjariist (literalmente "instrumento de guerra"), roim ("delito") en lugar de kuritöö ("mala acción") y veenma ("convencer") en lugar de uskuma panema ("hacer creer"). En general trató de evitar los sonidos "t" y "s", y prefería las palabras cortas a las largas.
Aavik publicó numerosos ensayos y traducciones para propagar sus ideas, que tenían tanto partidarios como detractores. En 1919, publicó un diccionario de 2000 nuevas palabras. Sus principios (utilidad, estética y calidad nativa) se resumen en Keeleuuenduse äärmised võimalused (Perspectivas extremas de la innovación del lenguaje; Tartu, 1924).
La innovación del lenguaje poco a poco se fue desvaneciendo después de la ley de 1927, que hizo obligatoria para las escuelas la enseñanza del estonio tal como estaba en el Diccionario Ortográfico del estonio (1925) y la Gramática del estonio (por Elmar Muuk, 1927). Sin embargo, algunas palabras propuestas por Aavik y que habían caído en el olvido han sido recogidas y reintroducidas por literatos más recientes.